# Spirit of Wonder
『Spirit of Wonder』（スピリット・オブ・ワンダー）は、『モーニング』及び『月刊アフタヌーン』（共に講談社）に掲載された鶴田謙二のSF漫画。全1巻。連載時は『The Spirit of Wonder』の表題であったが、完全版の単行本化に際して現在の表題となった。
1992年に東芝EMIより「チャイナさんの憂鬱」がOVA化され、2001年にバンダイビジュアルより続編「少年科學倶楽部」及び短編「チャイナさんの縮小」「チャイナさんの惑星」が発売。2004年のDVD-BOXには新作短編「チャイナさんの盃」を収録。

## あらすじ
『Spirit of Wonder』は12話から構成されており、チャイナさんシリーズの3話を除くと、各話が独立した一話完結の体裁をもっている短編集となっているので、各話毎にあらすじを作成する。各物語の共通項は「摩訶不思議・荒唐無稽な発明品」であり、この発明品を中心軸として物語が回っていく。
広くてすてきな宇宙じゃないか
舞子の故郷の浜松は異常気象のため、半分海に沈んでいる。舞子の祖父はノーベル賞を受賞した科学者であり、舞子の父親に宝の地図を残す。帰省した舞子は父親の宝探しに付き合わされ、地図を読み解き、現在の異常気象を止める手立てが記載され祖父の論文を発見する。
満月の夜月へ行く
ドリトルの祖父・ファーブル博士は、機械の片方から入れた物が、機械のもう片方から出てくる「瞬間物質移動機」を発明する。博士はそれを利用して推進装置を作り、月に行くことにする。しかし、実験は失敗し博士は行方不明となる。成人したドリトルが古い「瞬間物質移動機」を動かしてみると、月に行くのに失敗し、現在は地球の裏側で研究しているファーブル博士が顔を出す。
星に願いを
スケルマーズデイル博士はミクロ宇宙を研究している。ショウコの恋人は4.3光年離れたアルファ・ケンタウリ星系への移民船に乗っている。博士は逆転の発想で、宇宙と人間のサイズ比を変えることにより、4.3光年の距離を克服しようとする。ショウコは4光年の巨人となり、アルファ・ケンタウリまでは数歩で到着し、24時間後には元のサイズに戻る。結果は4.3年後にようやく届く。
リトルメランコリア
マリーには、ドロッセルマイエル博士の助手のウイルヘルムという大切な友達がいる。マリーは不治の病に罹っており、ドロッセルマイエル博士とウイルヘルムは「タイムマシン」でマリーを未来に連れて行って、病気を治療する。しかし、途中で不具合が起こりウイルヘルムは10年後の世界に取り残され、大きくなったマリーと再会する。ウイルヘルムは「タイムマシン」で過去に戻り、小さなマリーにしばらくお別れだが、必ず10年後に戻ってくると約束する。
少年科學倶楽部
少年科學倶楽部の50周年記念事業は火星に行くことである。宇宙船はできたが、推進力を生む「エーテル気流理論」はリンドヴァーバーグ博士でないと扱えない。彼らの熱意を知り、博士は光波とエーテルの干渉によるエーテルが振動する圧力差を推力にする宇宙気球で火星に行く計算をする。しかし、宇宙気球は宇宙は飛べるが、地球の空は飛べずにあっけなく海に着水する。
潮風よ縁があったらまた逢おう
静岡の沖合に氷塊が発見される。その中には人が冷凍されており、解凍すると奇跡的に生き返り、植木田と名乗る。氷塊の中心に「冷線砲」があり、舞子たちは植木田とともに、周囲の氷を爆破すると冷線砲は動作を停止する。引き上げ直前に植木田は「これが完璧だったらあんたの故郷は救えたかもしれんなあ」と言い残し、「冷線砲」を再作動させ、巨大な氷塊が形成される。
時間の国のマージィ
マージィは恋人のフレッドと喧嘩中である。誕生日のプレゼントを渡すため、時間を止めて欲しいと言ったら、アボット博士は本当に止めてしまった。マージィはフレッドの所に行き、去年のクリスマスプレゼントに間に合わなかったセーターをメッセージと共に置く。木陰で一休みするとスージィの手元にフレッドからのプレゼントが届いている。スージィの時間も知らないうちに止められたようだ。
夏子
御前崎博士は助手の夏子とともに人間のクローニングに取り組み、夏子と胎児を失う。それで、夏子をクローニング再生させ、真帆と片帆が生まれた。しかし、技術的問題から二人は遺伝子性のガンが高い確率で発生する体質となった。片帆は巨大なガラス水槽の中で、植物人間状態で生きている。片帆の研究から真帆の治療が進み、真帆は父親にお嫁に行くと感謝を告げる。
少年科學倶楽部火星へ
ウインディ博士は夫のジャックに言いたいことがある。ウインディの父親たちはジャックを巻き込み、再び火星行きを計画する。彼らはウインディを宇宙船に誘い込み、宇宙船を動かす。宇宙に出ると航路がずれ、ウインディがエーテルのドップラーシフトを再計算し、宇宙船は火星に着陸する。少年科學倶楽部メンバーは火星に足跡を記し、ウインディは彼らから離れたところで妊娠したことをジャックに報告する。しかし、無線のチャンネルは共通で皆の知るところとなる。
チャイナさんの憂鬱
チャイナさんは、港町ブリストルにある中華料理店・天回を経営している。二階に間借りしているブレッケンリッジ博士は家賃滞納の代わりに、空間そのものを反射させて対空間を作る「空間反射鏡」を見せ、これを使うと簡単に月に行くことができると言うが、チャイナさんにはただの鏡である。酔ったチャイナさんは、大好きなジムからプレゼントされた月の石で作った指輪をこわしてしまう。一方、月には「Happy Birthday to China」の文字が見える。指環を壊し、しょげかえっているチャイナさんのため、ジムは「重力圧縮装置」とチャイナさんのパワーにより、月を砕き、地球にチャイナ・リングが誕生する。
チャイナさんの願事
チャイナさんの願い事は多すぎて、流れ星の光っている間には間に合わない。ジムは時限装置付きの「重力遮断装置」を搭載し、耐熱タイルで保護されたフロイド2号を作動させると、地球の自転による遠心力で宇宙まで飛び上がり、タイマーが切れると地球に落下して時間の長い流れ星になる。
チャイナさんの逆襲
ジムが研究に没頭し、相手をしてくれないのでチャイナさんの酒量が増える。二階の間借り人の家賃を取り立てに行くと、部屋はもぬけの空である。これは、「瞬間物質移動装置」により、空っぽの偽の部屋につながっているため、外からは偽の部屋が見える仕掛けである。この仕掛けをチャイナさんがぶち壊す。ジムは「瞬間物質移動装置」を送信装置として空間に立体映像を映す。この動く看板は「チャイナさんのご機嫌おうかがい板」として親しまれている。

## 登場人物
『Spirit of Wonder』は独立型の短編集であり、物語を通して登場する人物はいないので、登場人物は作成しない。

## OVA

### チャイナさんシリーズ

#### キャスト
- チャイナ：日髙のり子
- ジム：柴本浩行
- ブレッケンリッジ：羽佐間道夫
- リリィ：渕崎ゆり子

#### スタッフ
チャイナさんの憂鬱
- 企画：宍戸史紀
- プロデューサー：杉山潔、岡村雅裕
- 監督・絵コンテ：本郷みつる
- 脚本：島田満
- 設定：西村博之、梅谷敏久
- キャラクターデザイン・作画監督：柳田義明
- 原画：西村博之、梅谷敏久、柴田晃宏、藤森雅也、江口摩吏介、村田充範、高倉佳彦、斎藤哲人、吉野高夫、藤川太、大原泰志
- 原画協力：めがてんスタジオ
- 美術：小倉宏昌
- 色彩設計：一瀬美代子
- 背景：石垣プロダクション、他
- 撮影監督：斎藤秋男
- 録音監督：大熊昭
- 音楽：田中公平
- アニメーション制作：亜細亜堂
- 製作：東芝EMI

チャイナさんの縮小
- 製作：角田良平
- 企画：川城和実
- プロデューサー：杉山潔
- 音楽プロデューサー：佐々木史朗、斎藤裕二
- 音楽ディレクター：神林名里
- 監督・脚本・絵コンテ・作画監督・キャラクターデザイン：藤森雅也
- 演出：根岸宏樹
- メカ設定：楠部工
- 原画：木村文代、川口博史、中村裕之、千葉ゆみ、加納みずほ、大杉宜弘、津幡佳明、中原久史、佐藤卓志、浅井義之、関根昌之、船越英之
- 色彩設定・色指定：長谷川一美
- 美術設定：村山衣絵
- 背景：美峰
- 美術監督：吉原俊一郎
- 撮影監督：松澤浩之
- 音響監督：三間雅文、柏倉ツトム
- 音楽：松尾早人
- アニメーション制作：亜細亜堂
- 製作：バンダイビジュアル

チャイナさんの惑星
- 製作：角田良平
- 企画：川城和実
- プロデューサー：杉山潔
- 音楽プロデューサー：佐々木史朗、斎藤裕二
- 音楽ディレクター：神林名里
- 監督・脚本・絵コンテ・キャラクターデザイン：藤森雅也
- 演出：根岸宏樹
- 作画監督：関根昌之、藤森雅也
- メカ設定：柴田外郎
- 原画：川口博史、中村裕之、本山浩司、柴田外郎、鷲田敏弥、島田英明、津幡佳明、中原久史、佐藤卓志、才木康寛、赤尾良太郎、谷口繁則、佐々木淳子、東美帆、浅野文彰、大杉宜弘、六崎光幸、関根昌之、浅井義之、石川武文、興石暁、田村晃、高橋祐一
- レイアウト協力：児山昌弘、中山大介
- 色彩設定・色指定：長谷川一美
- 背景：美峰
- 美術監督：平澤晃弘
- 撮影監督：松澤浩之
- 音響監督：三間雅文、柏倉ツトム
- 音楽：松尾早人
- アニメーション制作：亜細亜堂
- 製作：バンダイビジュアル

チャイナさんの盃
- 製作：角田良平
- 企画：川城和実
- プロデューサー：杉山潔
- 音楽プロデューサー：佐々木史朗、斎藤裕二
- 音楽ディレクター：神林名里
- 監督・脚本・絵コンテ・演出・作画監督・キャラクターデザイン：藤森雅也
- 原画：中村裕之、関根昌之、中島裕一、三浦悦子、柳田義明
- 色彩設定・色指定：中島淑子
- 背景：美峰
- 美術監督：平澤晃弘
- 撮影監督：佐々木和宏
- 音響監督：大熊昭
- 音楽：松尾早人
- アニメーション制作：亜細亜堂
- 製作：バンダイビジュアル

### 少年科學倶楽部

#### キャスト（少年科學倶楽部）
- ウィンディ：柚木涼香
- ジャック：鈴村健一
- クーパー：広瀬正志
- ゴードン：土師孝也
- シェパード：岡和男

#### スタッフ（少年科學倶楽部）
- 監督・脚本・絵コンテ・演出：安濃高志
- キャラクターデザイン・作画監督：柳田義明
- 音楽：松尾早人

## 主題歌・イメージソング
- 「夢の扉」
  - 作詞：前田耕一郎、作曲：田中公平、編曲：岸村正実、歌：日高のり子
- 「桃花望郷」
  - 作詞：渡辺なつみ、作編曲：松尾早人、歌：日高のり子
- 「男と女 A Man & a Woman」
  - 作詞：HIDE＆シンディー♡A、作編曲宮崎信治、歌：日高のり子、柴本浩行
- 「花と中華 Beauty and the Beast」
  - 作詞：HIDE＆シンディー♡F、作編曲：宮崎信治、歌：日高のり子、渕崎ゆり子
- 「宇宙のチャイナさん China in Space」
  - 作詞：HIDE＆シンディー♡A、作編曲：宮崎信治、歌：日高のり子、コーラス：ゴージャス・ファイブ（樋口真嗣、柴本浩行、大楽祐汰可、倉形ひとみ、杉本潔）
- 「それ行け!チャイナさん Let's Go! China」
  - 作詞：HIDE＆シンディー♡A、作編曲：宮崎信治、歌：日高のり子、コーラス：ゴージャス・ファイブ
- 「愉快なチャイナさん一家 The Chinasan Family」
  - 作詞：HIDE＆シンディー♡A、作編曲：宮崎信治、歌：日高のり子、台詞：羽佐間道夫、柴本浩行、渕崎ゆり子

## 関連商品

### 単行本
- 1997年8月初版 ISBN 4-06-319845-6

### 映像ソフト
- チャイナさんの憂鬱 The Spirit of Wonder
- Spirit of Wonder
- Spirit of Wonder -WONDER BOX-

### CD
- The Spirit of Wonder チャイナさんの逆襲
  - 音楽：田中公平、宮崎信治／構成・脚本・演出：庵野秀明、樋口真嗣、鶴田謙二
  - OVAキャストによるドラマの他、歌、BGM等も収録。ドラマや歌には庵野秀明、樋口真嗣、前田真宏、ひぐちきみこらも参加。
- Spirit of Wonder original soundtorack
  - 音楽：松尾早人

## ラジオドラマ
1998年2 - 3月に文化放送「超機動放送アニゲマスター」内で放送、制作はガイナックス。「Spirit of Wonder -WONDER BOX-」特典として初CD化。

### キャスト
「リトルメランコリア 〜ドロッセルマイエル博士とタイムマシン」
- マリー：武藤寿美
- ウィルヘルム：松田洋治
- マリー（成人）：玉川紗己子
- ドロッセルマイエル博士：納谷六朗

「夏子 〜御前崎博士とクローン人間」
- 真帆：渕崎ゆり子
- 御前崎博士：藤岡弘
- 哲雄：平田康之